# Hidroperóxido de cumeno
El hidroperóxido de cumeno es un líquido incoloro pálido, que se usa en la producción de acetona, fenil y cumeno.
Otros nombres que posee son: hidroperóxido de alfa, alfa-dimetilbenzilo, cumil hidroperóxido y 1-metil-1-feniletil hidroperóxido.
Puesto que es altamente reactivo se encuentra tanto en Substancias Extremadamente Peligrosas para como en la lista de Substancias Peligrosas  de USA (Hazardous Substance List) debido a que ha sido citada por el DOT (Departamento de Transporte de sustancias peligrosas), DEP (Departamento de protección al Medio Ambiente), NFPA (Asociación Nacional para contra Incendios) y  (Agencia de protección al Medio Ambiente). 
| Hidroperóxido de cumeno      |                           |
| ---------------------------- | ------------------------- |
| Fórmula Molecular            | C9H12O2/C6H5C(CH3)2OOH    |
| Masa Molecular               | 152.2                     |
| Punto de Fusión              | -10ºC                     |
| Densidad                     | 1.05g/mL                  |
| Solubilidad                  | 1.5g/100mL                |
| Presión de vapor             | 32Pa                      |
| Temperatura de autoingnición | 221 °C                    |
| Punto de inflamación         | 79 °C                     |
| Oxidante fuerte              |                           |
| Peligrosidad                 | Alto peligro de explosión |
| Etiquetado (NBR 14725-3)     |                           |
| Compuestos relacionados      | cumeno                    |

## Propiedades físicas y químicas
En cuanto a las propiedades físicas del hidroperóxido de cumeno cabe destacar las siguientes:
1. Punto de fusión: -10 °C
2. Densidad relativa (agua = 1): 1.05
3. Solubilidad en agua: Moderada (1.5 g/100 ml)
4. Presión de vapor, Pa a 20 °C: 32
5. Densidad relativa de vapor (aire = 1): 5.4
6. Densidad relativa de la mezcla vapor/aire a  (aire = 1): 1.0
7. Punto de inflamación: 79 °C
8. Temperatura de autoignición: 221 °C
9. Límites de explosividad, % en volumen en el aire: 0.9-6.5
10. Coeficiente de reparto octanol/agua como log Pow: -0.16
11. Sustancia oxidante fuerte

## Peligros

### Efectos

#### Efectos sobre la salud humana
1. Efectos agudos: pueden ocurrir inmediatamente o poco después de la exposición al hidroperóxido de cumeno. Puesto que es un compuesto corrosivo, el contacto directo puede producir irritaciones y quemaduras en la piel y los ojos. En caso de inhalación se dañan la garganta y la boca dando lugar a hemorragias, irritación, dolor, ronquera e incluso falta de aire y edema pulmonar en casos más extremos. En términos generales provoca dolores intensos de cabeza, mareos y falta de coordinación.
2. Efectos crónicos : pueden ocurrir algún tiempo después de la exposición y pueden durar meses o años. Estos riesgos suelen ser: riesgo de padecer cáncer, ya que esta sustancia puede causar mutaciones genéticas; aunque no haya indicios también se cree que pueda afectar a la reproducción.
3. Otros efectos: si tras una breve exposición a esta sustancia se ha producido una alergia, posteriormente cualquier mínima exposición puede causar picazón y sarpullido en la piel.

#### Otros
Puede estallar por calentamiento intenso (alrededor de 150 °C), produciendo la emanación de humos tóxicos.
Como es una sustancia oxidante fuerte reacciona violentamente con materiales combustibles reductores lo que aumenta el riesgo de incendio. Además, el contacto con aleaciones de cobre o plomo y ácidos minerales puede producir la descomposición de los mismos.

### Prevención
Donde sea posible, en recomendable realizar las operaciones en lugares reducidos, cerrados y con ventilación por extracción localizada para el control de las emisiones químicas. También hay que realizar exámenes médicos si existe la sospecha de la posible sobreexposición a la sustancia.
Algunas empresas que lo comercializan proporcionan un protocolo de actuación con algunas recomendaciones como las siguientes:
1. Mantener alejado de fuentes de calor, chispas, llama abierta…
2. Mantener el recipiente contenedor herméticamente cerrado…
3. Utilizar un material eléctrico de ventilación o de iluminación antideflagrante.
4. Tomar medidas de precaución contra descargas electroestáticas.
5. No respirar el polvo, humo, gas,…
6. Evitar el contacto con los ojos, piel o la ropa.
7. Lavarse la piel abundantemente tras la manipulación.
8. No comer ni beber durante su uso.
9. Utilizar únicamente en un lugar ventilado correctamente.
10. Evitar su liberación al medio ambiente.
11. Llevar equipo de protección obligatorio.

### Primeros auxilios
1. En caso de ingestión: llamar inmediatamente a un centro de información toxicológica o a su médico. Enjuagarse la boca y ante todo NO PROVOCAR EL VÓMITO.
2. En caso de contacto con la piel: quitarse las prendas contaminadas con el máximo cuidado y aclararse la piel.
3. En caso de inhalación: transportar a la víctima al exterior donde pueda respirar un aire no contaminado.
4. En caso de contacto con los ojos: retirar las lentes de contacto si las hubiera y enjuagar con agua durante varios minutos.
5. En caso de incendio: mantener fríos los bidones por pulverización de agua.

### Manipulación y almacenamiento
Ya que pueden darse reacciones violentas debe evitarse el contacto con otros compuestos tales como: yoduro sódico, ácidos fuertes, materiales combustibles, bases fuertes, aminas, agentes reductores, cobre, aleaciones de cobre o plomo y cobalto y aceites minerales.
El almacenamiento ha de ser en contenedores/recipientes bien cerrados, en áreas frescas y lejos del calor o de la luz solar directa. Las fuentes de ignición están totalmente prohibidas donde se manipule o almacene el hidroperóxido de cumeno. Por último han de usarse equipos y accesorios eléctricos a prueba de explosión.